# Potamogeton × gessnacensis
Potamogeton × gessnacensis là một loài thực vật có hoa lai ghép trong họ Potamogetonaceae. Loài này được G.Fisch. miêu tả khoa học đầu tiên năm 1905.